# 云南关木通
云南关木通（学名：Isotrema yunnanense）为马兜铃科关木通属下的一个种。其种加词“yunnanense”意为“云南的”。中国特有植物。分布于中国的西藏和云南。其种加词 yunnanensis 意为“云南的”。

## 形态
花大, 檐部圆盾状, 内面密被棘突。